# ساول
ساول (بالإنجليزية: Saül)‏ هي إحدى بلديات دائرة سان لوران دو ماروني بغويانا الفرنسية
البلدية نائية جدا، وتحيط بها الغابات المطيرة الكثيفة، ولا يمكن الوصول إليها إلا بالطائرة إذ لا توجد طرق تؤدي إلى المدينة.
الأنشطة الرئيسية في المدينة هي تعدين الذهب والرحلات عبر العديد من الممرات الغابات المطيرة. هناك معسكر سياحي (لاروزالي) وفندق (لو إوكس كليرس) في المدينة.

## المناخ
يظهر الجدول التالي التغييرات المناخية على مدار السنة لساول:
| البيانات المناخية لـساول          | البيانات المناخية لـساول | البيانات المناخية لـساول | البيانات المناخية لـساول | البيانات المناخية لـساول | البيانات المناخية لـساول | البيانات المناخية لـساول | البيانات المناخية لـساول | البيانات المناخية لـساول | البيانات المناخية لـساول | البيانات المناخية لـساول | البيانات المناخية لـساول | البيانات المناخية لـساول | البيانات المناخية لـساول |
| الشهر                             | يناير                    | فبراير                   | مارس                     | أبريل                    | مايو                     | يونيو                    | يوليو                    | أغسطس                    | سبتمبر                   | أكتوبر                   | نوفمبر                   | ديسمبر                   | المعدل السنوي            |
| --------------------------------- | ------------------------ | ------------------------ | ------------------------ | ------------------------ | ------------------------ | ------------------------ | ------------------------ | ------------------------ | ------------------------ | ------------------------ | ------------------------ | ------------------------ | ------------------------ |
| متوسط درجة الحرارة الكبرى °م (°ف) | 29 (84)                  | 28 (83)                  | 29 (84)                  | 29 (84)                  | 29 (84)                  | 29 (85)                  | 30 (86)                  | 31 (88)                  | 33 (91)                  | 33 (91)                  | 32 (90)                  | 30 (86)                  | 30 (86)                  |
| متوسط درجة الحرارة الصغرى °م (°ف) | 21 (69)                  | 22 (71)                  | 22 (71)                  | 22 (71)                  | 22 (72)                  | 21 (69)                  | 19 (67)                  | 20 (68)                  | 20 (68)                  | 21 (69)                  | 21 (70)                  | 21 (69)                  | 21 (70)                  |
| الهطول سم (إنش)                   | 25 (10)                  | 27 (10.6)                | 31 (12.4)                | 26 (10.1)                | 33 (13)                  | 22 (8.8)                 | 13 (5)                   | 12 (4.6)                 | 5.3 (2.1)                | 3.8 (1.5)                | 9.7 (3.8)                | 13 (5.3)                 | 221 (87.2)               |
| المصدر: Weatherbase               |                          |                          |                          |                          |                          |                          |                          |                          |                          |                          |                          |                          |                          |